# Salamanka
Salamanka (hiszp. Salamanca) – miasto w zachodniej Hiszpanii, nad rzeką Tormes, liczy około 142 tys. mieszkańców (2022). Stolica prowincji Salamanka w regionie Kastylia i León. Ośrodek handlowy, przemysłowy oraz naukowy i turystyczny.

## Historia
- Osada założona przez Iberów, w roku 217 p.n.e. zdobyta przez Hannibala, później pod rządami Rzymian i Wizygotów.
- W VIII w. zajęta przez Maurów, wielokrotnie w rękach muzułmanów lub chrześcijan.
- W XI w. otoczona murami obronnymi przez księcia Raymonda Burgundzkiego.
- W 1218 król Alfons IX założył uniwersytet w Salamance, który cieszył się sławą rywalizując do XVII wieku z uczelniami w Bolonii, Oxfordzie i Paryżu. Został zreorganizowany w 1254 r.
- Salamanka bardzo dużo zawdzięcza Królom Katolickim – Ferdynandowi II i Izabeli Katolickiej, którzy ufundowali katedrę, wiele kościołów, klasztorów i pałaców.
- 12 lipca 1812 połączone wojska brytyjskie, hiszpańskie i portugalskie pokonały tu (bitwa pod Salamanką) wojska Napoleona. Po przegranej Francuzów i odejściu wojsk sprzymierzonych miasto zostało złupione.
- W czasie wojny domowej generał Franco miał tutaj kwaterę główną.
- Obecnie Salamanka jest kwitnącym miastem, a uniwersytet walczy o prymat z uczelniami w Madrycie i Barcelonie.

## Zabytki
- Plaza Mayor – plac główny wybudowany w XVIII wieku, zaliczany do najpiękniejszych w Hiszpanii. Stoją przy nim trzykondygnacyjne kamienice oraz dwa ratusze. Większy z ratuszy ozdobiony jest zegarem i dzwonnicą a fasada medalionami z wizerunkami bohaterów Hiszpanii.
- Uniwersytet – fasada główna uważana za jedną z najpiękniejszych w Hiszpanii. Fasada z medalionem Królów Katolickich, wizerunkiem papieża, posągami Herkulesa i Wenus oraz dużą liczbą tarcz heraldycznych i kunsztownych płaskorzeźb.
  - Patia z krużgankami o pięknych łukach.
  - Schody prowadzące do Biblioteki, słynącej ze zbiorów na całym świecie.
- Stara Katedra (Catedral Vieja) – romański kościół z XII wieku, ze szczególnie piękną kopułą Torre del Gallo, wspaniałym ołtarzem, krużgankami i gotyckimi grobowcami w niszach z dobrze zachowanymi freskami.
- Nowa Katedra (Catedral Nueva) – ostatni gotycki kościół w Hiszpanii, którego budowę rozpoczął około 1500 roku Hontanon (twórca katedry w Segowii), a którego budowę zakończono w 1733. Godny podziwu jest przede wszystkim portal główny, we wnętrzu krypty, kaplice i stalle. Z zewnątrz fasady w stylu plateresco z płaskorzeźbami, wieża o wys.110 m, której kopuła wykazuje wpływy „churrigueryzmu”. Z prawej nawy bocznej przechodzi się do Starej Katedry, której fragment został oderwany podczas budowy nowej katedry.
- Klasztor dominikanów (San Esteban) – zbudowany w latach 1524–1610. Piękna fasada szczytowa w stylu plateresco uformowana w kształt trzyskrzydłowego ołtarza. We wnętrzu kościoła klasztornego barokowy ołtarz z 1693 – dzieło J. Churriguery. W klasztorze grobowiec księcia Alby, hiszpańskiego namiestnika Niderlandów.
- Dom Muszli (Casa de las Conchas) – rezydencja z XV–XVI wieku zdobiona wyrytymi w kamieniu muszlami symbolizującymi pielgrzymkę do Santiago, którą odbył właściciel domu.
- Puente Romano – most nad rzeką Tormes, piętnaście łukowych przęseł pochodzi z czasów rzymskich.

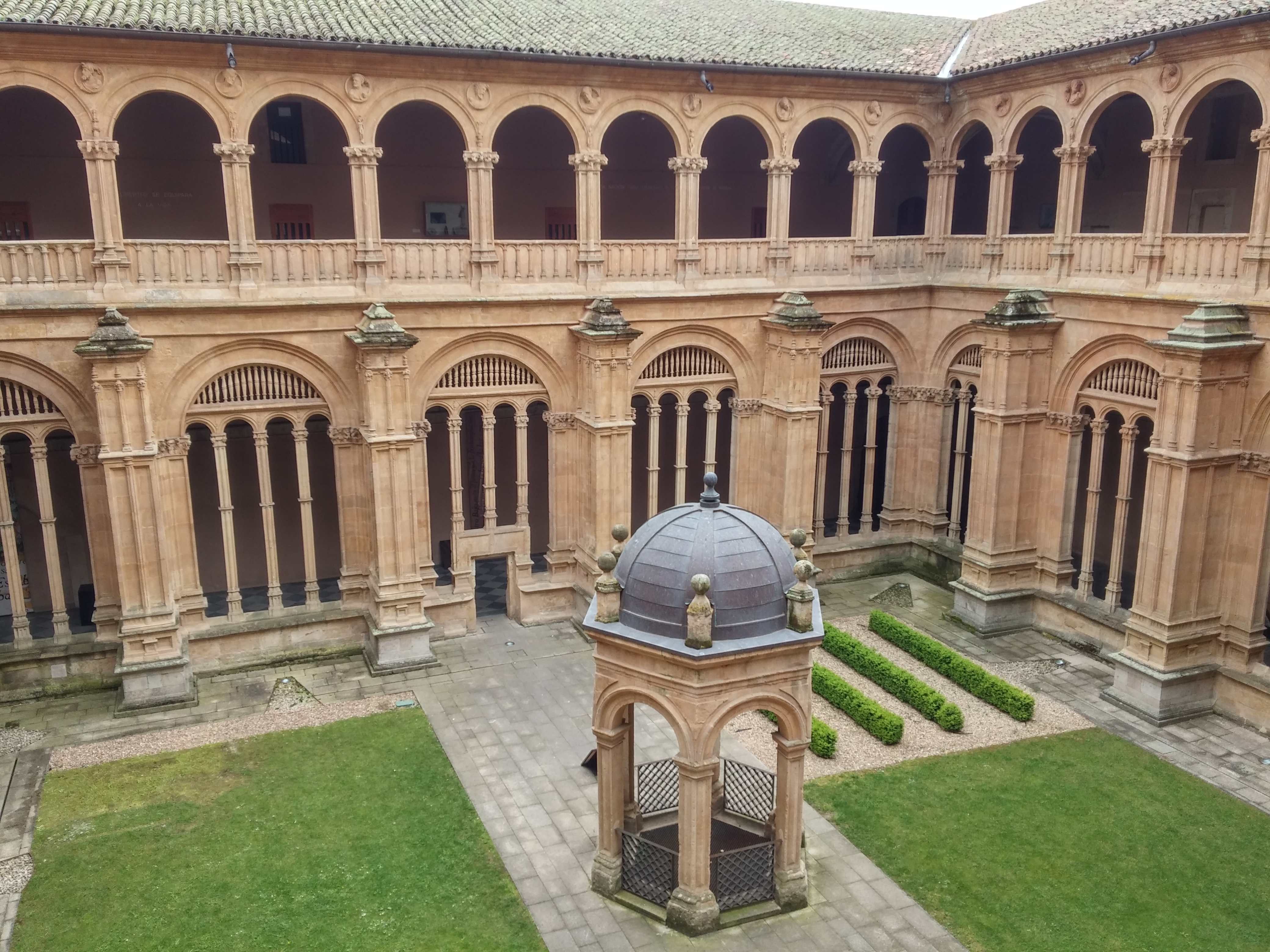
San Esteban, klasztor Dominikanów
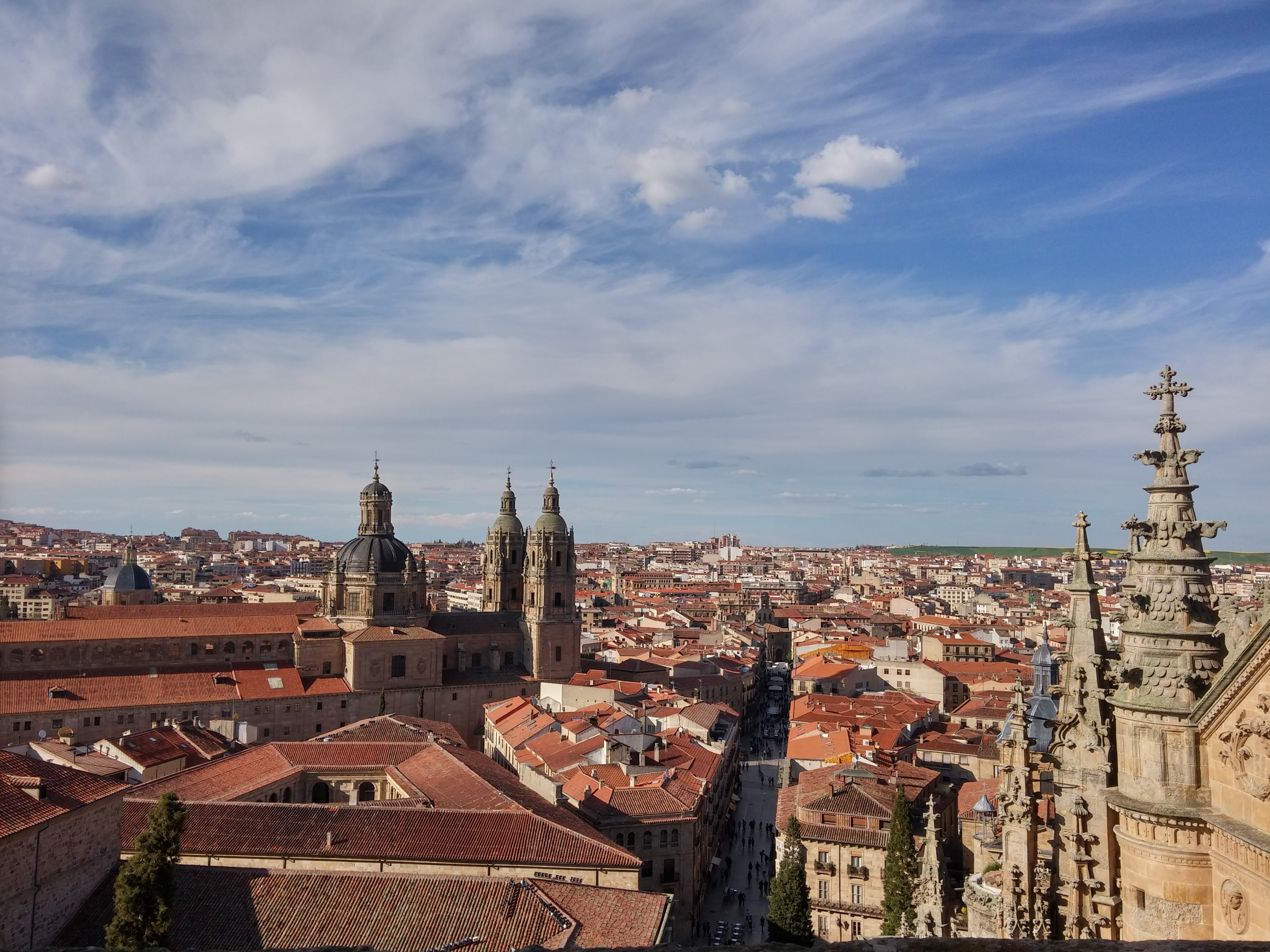
Panorama Salamanki
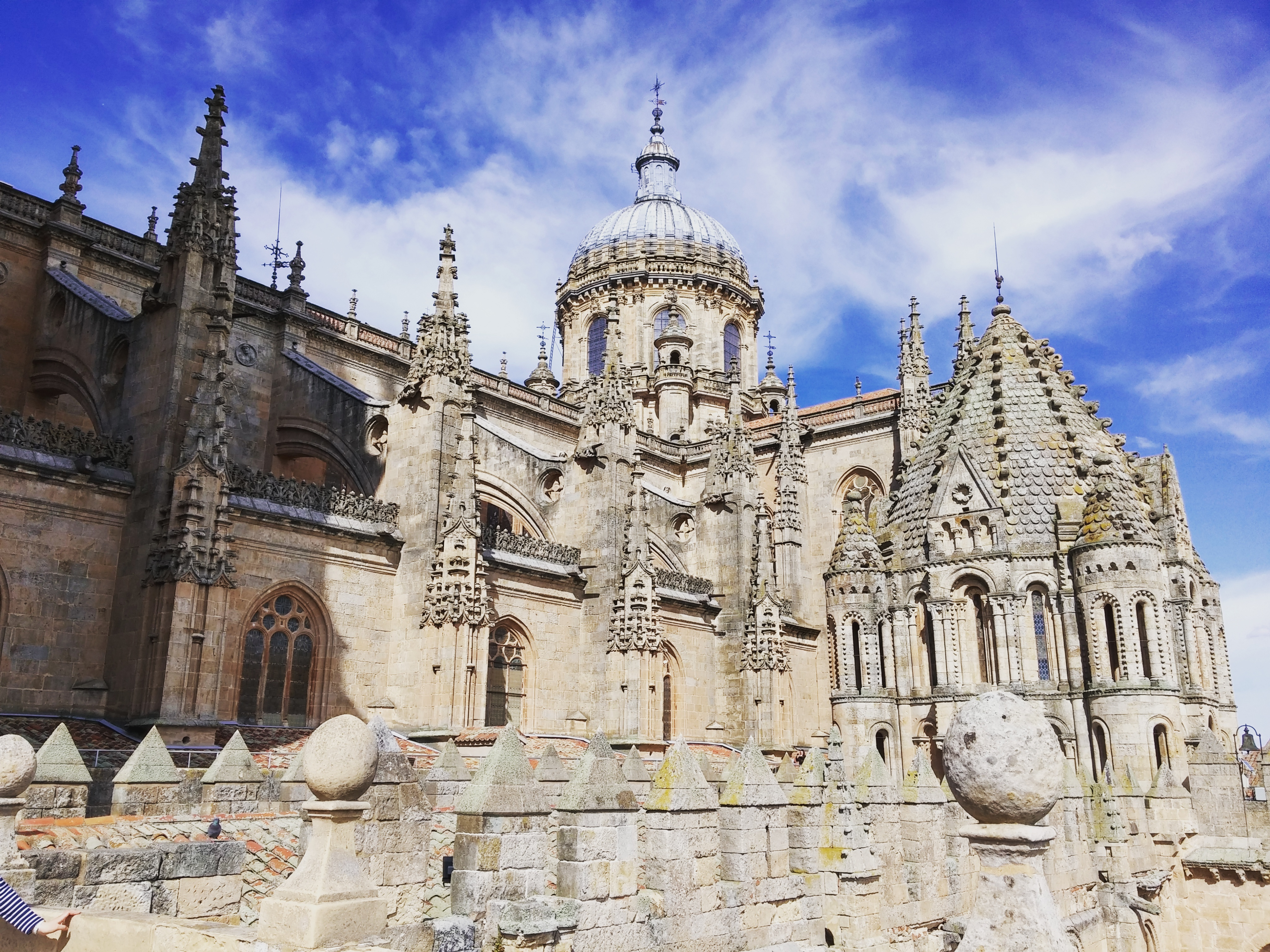
Catedral Nueva de Salamanca

## Gospodarka
W mieście rozwinął się przemysł młynarski, mięsny, skórzany, włókienniczy oraz chemiczny.

## Transport
W mieście znajduje się stacja kolejowa Salamanca. na dalekich przedmieściach funkcjonuje port lotniczy Salamanka-Matacán.

## Klimat
| Miesiąc | Sty  | Lut  | Mar  | Kwi  | Maj  | Cze  | Lip  | Sie  | Wrz  | Paź  | Lis  | Gru | Roczna |
| --- | ---- | ---- | ---- | ---- | ---- | ---- | ---- | ---- | ---- | ---- | ---- | --- | ------ |
| Średnie temperatury w dzień [°C] | 8,6  | 11,2 | 14,9 | 16,5 | 20,6 | 26,6 | 30,0 | 29,5 | 25,1 | 18,9 | 12,8 | 9,4 | 18,7   |
| Średnie dobowe temperatury [°C] | 4,0  | 5,5  | 8,3  | 10,1 | 14,0 | 18,8 | 21,5 | 21,1 | 17,6 | 12,6 | 7,6  | 4,9 | 12,2   |
| Średnie temperatury w nocy [°C] | -0,7 | -0,2 | 1,7  | 3,8  | 7,3  | 11,0 | 12,9 | 12,6 | 10,0 | 6,4  | 2,4  | 0,4 | 5,6    |
| Opady [mm] | 30   | 25   | 21   | 38   | 47   | 29   | 11   | 12   | 32   | 46   | 40   | 42  | 372    |
| Średnia liczba dni z opadami | 5,8  | 5,4  | 4,7  | 7,4  | 7,9  | 3,8  | 1,8  | 1,9  | 4,2  | 7,1  | 6,9  | 6,9 | 63,8   |
| Wilgotność [%] | 82   | 73   | 63   | 62   | 59   | 52   | 47   | 51   | 59   | 71   | 79   | 83  | 65     |
| Średnie usłonecznienie [h] | 118  | 154  | 211  | 224  | 265  | 317  | 358  | 330  | 251  | 183  | 130  | 104 | 2667   |
| Źródło: Agencia Estatal de Meteorología (liczba dni z opadami dla wartości 1 mm, wysokość 790 m n.p.m., dalekie przedmieścia, 1981-2010) |      |      |      |      |      |      |      |      |      |      |      |     |        |

## Współpraca
Miejscowości partnerskie:
- Brugia, Belgia
- Coimbra, Portugalia
- Nîmes, Francja
- Würzburg, Niemcy